# Moturekareka Island
Moturekareka Island ist eine Insel vor der Ostküste der Region des Auckland Councils im Norden der Nordinsel von Neuseeland.

## Geographie
Die Insel befindet sich rund 3,7 km südwestlich von Kawau Island und rund 14 km südöstlich von Warkworth vor der Ostküste des ehemaligen Rodney District. Orewa, eine weitere Stadt an der Küste, liegt in südwestlicher Richtung rund 14,5 km entfernt. Moturekareka Island gehört damit noch zum Einzugsgebiet des Hauraki Gulf.
Moturekareka Island erstreckt sich über eine Länge von rund 780 m in Westsüdwest-Ostnordost-Richtung und besitzt eine maximale Breite von rund 360 m in Nordnordwest-Südsüdost-Richtung. Bei einer maximalen Höhe von 48 m dehnt sich die Insel über eine Fläche von rund 16 Hektar aus. Die Insel ist bewaldet und hat mit der bis zu 54 m hohen, ebenfalls bewaldeten Insel Motuketekete Island eine Nachbarinsel, die rund 365 m in ostnordöstlicher Richtung entfernt liegt und nur durch den Bianche Channel von Moturekareka Island getrennt wird. Nach Westen und Nordwesten trennt der Inner Channel Moturekareka Island vom Festland. Direkt westsüdwestlich angrenzend liegt in einem Abstand von rund 130 m die kleine Nachbarinsel Motutara Island und in südlicher Richtung, über die Rocky Islets hinweg, in einer Entfernung von rund 2,4 km Motuora Island.